# Sandy’s Blasting Bronco
Sandy’s Blasting Bronco im Nickelodeon Universe Theme Park (East Rutherford, New Jersey, USA) ist eine Stahlachterbahn vom Modell Vertical LSM Coaster des Herstellers Intamin, die am 1. Oktober 2020 eröffnet wurde. Sie ist bisher (Stand Januar 2024) die einzige Auslieferung des Modells.
Die 490 m lange Strecke, die sich komplett in einem Gebäude befindet (siehe auch Indoor Coaster), erreicht eine Höhe von 26 m. Der Zug wird per LSM-Abschuss auf eine Geschwindigkeit von 77 km/h beschleunigt. Die Strecke verfügt außerdem über vier Inversionen: zwei Immelmanns und einen Roll-over, der aus zwei Inversionen besteht.

## Zug
Sandy’s Blasting Bronco besitzt einen einzelnen Zug mit drei Wagen. In jedem Wagen können vier Personen (zwei Reihen à zwei Personen) Platz nehmen.